# Stéphane Peterhansel

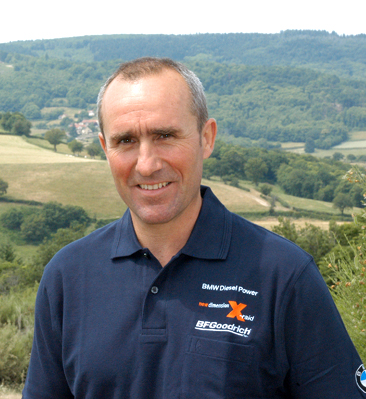
Peterhansel in 2009

Stéphane Peterhansel (Vesoul, 6 augustus 1965) is een Franse rallyrijder.
Peterhansel is vooral bekend vanwege zijn optredens in de rally Parijs-Dakar, die hij veertien maal wist te winnen. Hiermee is hij een van de meest succesvolle coureurs uit de geschiedenis van de Dakar-rally.
De eerste jaren nam hij deel als motorrijder en wist zich zesmaal als eindwinnaar van deze zware rallywedstrijd te kronen. Nadien schakelde hij over naar de auto-klasse.
In de edities 2004 en 2005 werd hij eindwinnaar. Ook in 2006 deed Peterhansel mee aan deze slopende rally. In de 5e etappe van Ouarzazate naar Tan-Tan werd hij etappewinnaar. Twee dagen later won hij de 7e etappe tussen Zouérat en Atâr. Zijn derde etappezege behaalde hij op 9 januari 2006 in de rit van Nouakchott naar Kiffa, een etappe die werd overschaduwd door het overlijden van motorcoureur Andy Caldecott. Tijdens deze etappe zette hij zijn grote concurrent Luc Alphand op een kleine achterstand, maar groot genoeg om er niet zomaar voorbij te komen en Peterhansel bleef daarmee aan de leiding in het algemeen klassement. Toch zou hij deze editie niet afsluiten als winnaar.
In 2009 nam Peterhansel samen met Jean-Paul Cottret in een Mitsubishi deel aan de Dakar-rally. Deze editie vond, na de problemen van 2008, plaats in Zuid-Amerika, met name in Argentinië en Chili. In de zevende etappe had hij te kampen met een motorbrand en vervolgens oververhittingsproblemen. Daarom moest hij de wedstrijd staken.

## Overwinningen in Parijs-Dakar
| jaar | team       | categorie |
| ---- | ---------- | --------- |
| 1991 | Yamaha     | Motoren   |
| 1992 | Yamaha     | Motoren   |
| 1993 | Yamaha     | Motoren   |
| 1995 | Yamaha     | Motoren   |
| 1997 | Yamaha     | Motoren   |
| 1998 | Yamaha     | Motoren   |
| 2004 | Mitsubishi | Auto's    |
| 2005 | Mitsubishi | Auto's    |
| 2007 | Mitsubishi | Auto's    |
| 2012 | Mini       | Auto's    |
| 2013 | Mini       | Auto's    |
| 2016 | Peugeot    | Auto's    |
| 2017 | Peugeot    | Auto's    |
| 2021 | Mini       | Auto's    |